# Charles-Marie de Barbeyrac de Saint-Maurice
Pour les articles homonymes, voir Barbeyrac et Saint-Maurice.
Charles-Marie de Barbeyrac, marquis de Saint-Maurice, est un homme politique français né le 6 septembre 1754 à Montpellier (Hérault) et décédé le 20 février 1834 au même lieu.

## Biographie
Charles-Marie de Barbeyrac de Saint-Maurice est le fils d'Antoine de Barbeyrac, marquis de Saint-Maurice, et de Marie Anne Angélique Antoinette de Saint-Aurent. Gendre de Jean Baptiste René Colheux de Longpré, conseiller au Conseil supérieur de Saint-Domingue, il est le père du général Frédéric de Barbeyrac de Saint-Maurice.
Juriste, il est député de la noblesse aux états généraux de 1789 pour la sénéchaussée de Montpellier. Il siège à droite, avec les partisans de l'Ancien régime.

## Sources
- « Charles-Marie de Barbeyrac de Saint-Maurice », dans Adolphe Robert et Gaston Cougny, Dictionnaire des parlementaires français, Edgar Bourloton, 1889-1891 [détail de l’édition]
- Ressource relative à la vie publique :   - Base Sycomore